# 颶風萊斯利 (2018年)
飓风莱斯利（英語：Hurricane Leslie）转为溫帶氣旋后又称风暴莱斯利或气旋莱斯利，是1842年起源自热带并吹袭伊比利亚半岛的最强气旋，也是2018年大西洋颶風季第12场命名风暴和第六场飓风，规模庞大且历时漫长，发展历程飘忽不定。风暴源自9月22日北大西洋上空的温带气旋，低气压区迅速呈现副热带特征，气象机构次日将其归类副热带风暴并起名“莱斯利”。气旋在北大西洋蜿蜒行进且逐渐减弱，9月25日并入锋区，后发展成北大西洋上空强劲的温带低气压区，风速达飓风强度。
9月27日系统开始弱化，低气压区再度呈现副热带特征，9月28日又一次转变成副热带气旋。莱斯利转为热带气旋并逐渐强化，10月3日清晨升为一级飓风，当天达到一分钟持续风速每小时140公里的首波强度高峰。风暴逐渐减弱，10月4日晚降为热带风暴，此后继续消退直到10月8日又开始增强，两天后再达飓风标准。莱斯利缓慢加强，10月12日清晨达到风力时速150公里、最低中心气压968毫巴（百帕，28.59英寸汞柱）最高强度，但当天就逐渐消退并加速朝东北移动，从亚速尔群岛南面很远处经过。10月13日飓风经过马德拉群岛北侧，当晚在葡萄牙近海转变成温带气旋，风暴残留数小时后登陆该国中部。低气压区继续向东北前进并急剧消退，经过比斯開灣后于10月16日在西班牙上空消散。
风暴造成欧洲大陆17人丧生，其中直接导致葡萄牙两人死亡，间接致使法国15人遇难。怡安集团2018年11月估计莱斯利导致的损失总额超过4.24亿欧元（相当于五亿美元）。气象部门向馬德拉島发布热带风暴观察预警和警告。葡萄牙的阵风时速达190公里，刮倒成千上万的树木，倒塌建筑数以百计，成百上千的建筑、标示、设备受损，超30万公民失去供电。该国经济损失估计达1.2亿欧元（1.45亿美元），国家与地方政府为修复受损建筑与地方森林提供资金并开展清理。莱斯利在西班牙产生狂风暴雨，加泰罗尼亚地区情况突出，导致河流泛滥，山体滑坡近50起，许多建筑和车辆损伤，风暴扰乱交通并导致该国1.4万人家中停电。气旋还与几乎没有移动的冷锋在法国奥德省引发1891年后最严重的洪灾，创下多项纪录。洪水破坏众多城镇建筑、道路、车辆，经济损失达2.2亿欧元（2.54亿美元）。珀藏斯大坝溢流促使近千人转移，该国八千多人失去供电。

## 气象历史

### 起源、形成、转变热带气旋
美国国家飓风中心2018年9月19日预测，亚速尔群岛与百慕大之间会在数天内形成温带低气压区。9月22日低气压区在弗洛雷斯岛西南偏西约1295公里沿锋的边界发展，9月18日飓风佛罗伦萨分裂成两股风暴，其中南侧部分与上述低气压区关联。外界环境利好，系统与锋脱离，带状特征更形显著，代表副热带风暴莱斯利在协调世界时9月23日12点成型。气旋此时由上层低气压区包裹，烈风强度风力范围远离中心。风暴所在海域转向气流很弱，移动方向飘忽不定。莱斯利整体朝西南行进，东南象征在中等强度垂直风切变与干燥空气影响下雷暴或大氣對流发展受阻。9月24日气旋转向南下，后又转朝东面行进，云系格局渐趋混乱，逐渐扩大的环流内存在许多云层漩涡。UTC9月25日零点左右，莱斯利在风切变和干燥空气持续影响下消退成副热带低气压，当天开始朝东南移动，不久又转向东进。气旋环流沿斜压区扩张，UTC12点左右转变成温带气旋，此时系统范围已形成膨胀的层积云，稳定的冷空气灌入。莱斯利此后几天移动路线形成不完整的逆时针环，斜压令温带气旋增强，风速在UTC9月27日0点达到每小时120公里，突破飓风标准。当天风暴呈现减弱趋势并持续到9月28日，而且西进同时开始呈现热带天气系统特征，UTC12点左右再度归类副热带风暴。气旋中心附近又一次形成对流带，风场大幅缩小，核心由冷芯转为暖芯，但仍由非常庞大的低气压天气系统包裹。莱斯利接下来几天沿庞大的气旋环流西侧边缘向西南移动，强度基本不变，雷暴活动在风暴中心附近发展，反气旋外流在东北与西南象限成型。UTC9月29日18点，美国国家飓风中心宣布莱斯利在弗洛雷斯岛西南偏西约1850公里转为热带风暴。

### 达到首轮强度高峰后减弱

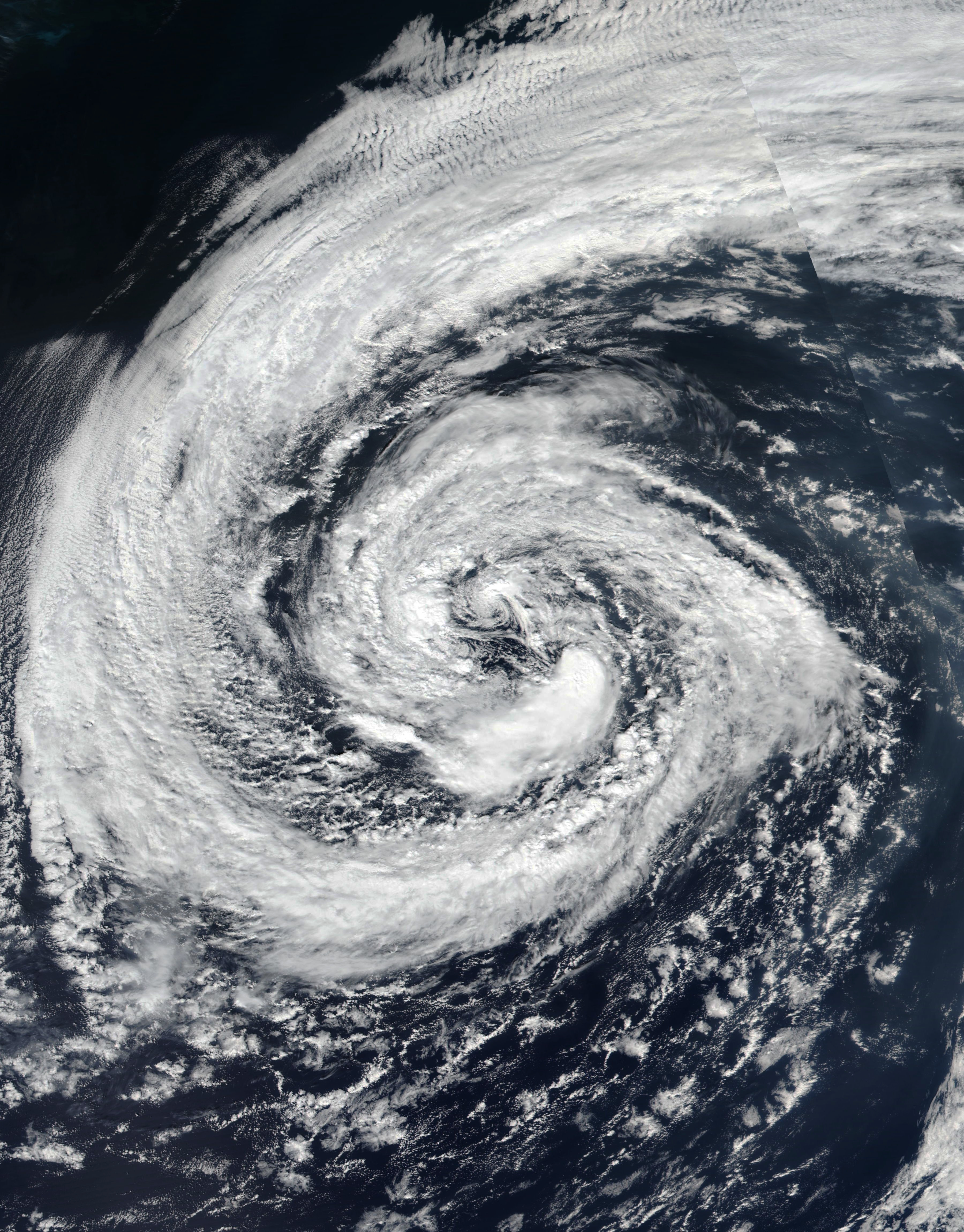
9月27日北大西洋上空达到飓风强度的温带气旋莱斯利

风暴位置海面温度低且有强烈西北向风切变，接下来几天基本没有增强。10月1日风切变消退，莱斯特的带状特征开始增多。此后几天气旋继续向西南偏西和西南方向移动，行经洋面转向气流弱，西侧和东北是高气压系统。10月2日风暴增强速度加快，对流强化的同时不断组织，微波图像表明下层发展出風眼，于UTC10月3日六点左右升级飓风。莱斯利此时不再南下，几乎停止移动。UTC18点气旋达到首轮强度高峰，一分钟最大持续风速每小时140公里，属一级飓风范围。此时莱斯利的风眼庞大且不规则，内部还偶有干燥空气，气旋开始在东北方向的短波槽与东南面中层高壓脊之间北上。
10月4日，飓风因行经洋面温度降至26摄氏度开始缓慢减弱，UTC18点左右降级热带风暴。10月5日莱斯利的核心已经消散，仅环流最外侧保有少量对流带。当晚对流在风暴中心上空再生，但最大风力范围距中心还有165至185公里。10月5日晚至10月6日，气旋在中纬度西向气流影响下转向东进。此后几天风暴途经洋面存在中等强度风切变，海面温度降至24至25摄氏度，但强度基本不变。10月6日，莱斯利的对流已经组织起来，带状特征更清晰，下层环流中心东南面形成中层风眼。10月7日风暴在西向气流影响下转向东南偏东，行经海面温度偏低的水域，风速在UTC零点降至每小时85公里低位，属热带风暴。

### 最高强度、转变温带气旋、消散

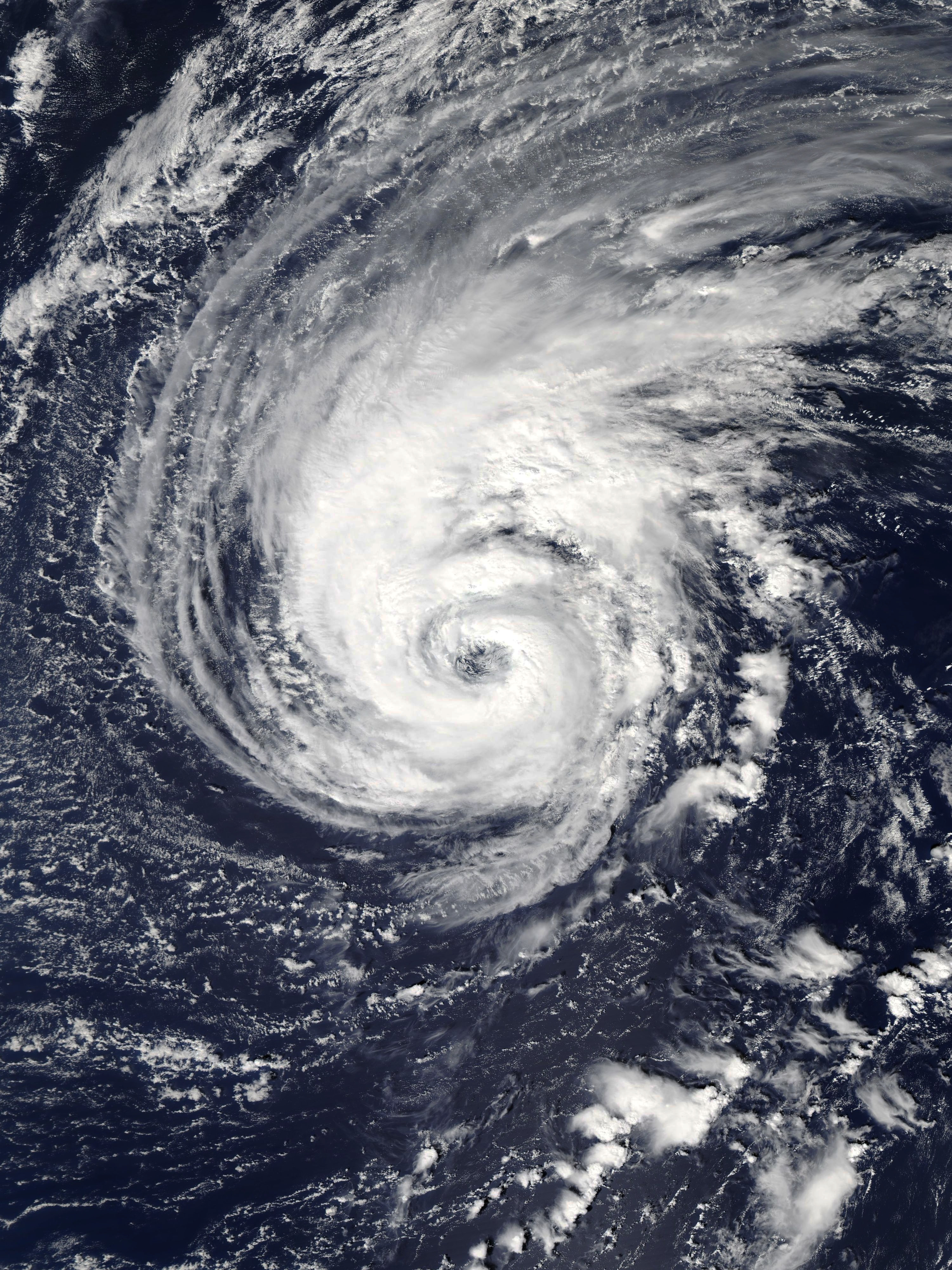
10月3日飓风莱斯利接近首轮强度高峰

10月8日晚气旋重新强化，开始形成内芯，对流更为强劲。风暴继续向东南前进，海面温度提升，风切变减少，中层开始形成眼状特征。莱斯利转向南下，UTC10月10日六点再达飓风强度，此时最强对流集中在北侧，卫星图像开始显现不规则的风眼。10月11日气旋继续强化并朝东北偏东移动，UTC次日零点在弗洛雷斯岛西南偏南约1065公里达到最大持续风速每小时150公里、中心最低气压968毫巴（百帕，28.6英寸汞柱）最高强度，仍属一级飓风，规模狭小的风眼内云层充斥。
当天莱斯利又开始缓慢减弱，行经海域风切变增强，海面水温降到23至24摄氏度。中纬度西向气流令风暴朝东北偏东移动的速度急剧提升，气旋UTC10月13日六点从馬德拉島西北偏北约325公里经过。冷空气从南面与西侧侵入，中层风眼消失，风暴很快开始朝温带气旋转变。强烈风切变与降至20摄氏度的水温令对流继续瓦解。莱斯利完成转变，美国国家飓风中心在UTC10月13日21点左右发布最终公告。此时气旋从菲蓋拉-達福什附近以风力时速120公里强度登陆，10月14日途经比斯開灣时已经减弱，10月15日已至法国西部。受莱斯利影响，法国南部上空包含对流且几乎保持静止的冷锋在地中海催生地表低气压区，冷锋附近对流增多，产生不稳定空气并减少蒸发，令法国上空的中层空气水分增多。莱斯利的残留10月16日由颶風邁克爾温带残留吸收，两者发生短暂藤原效應。

## 防灾措施

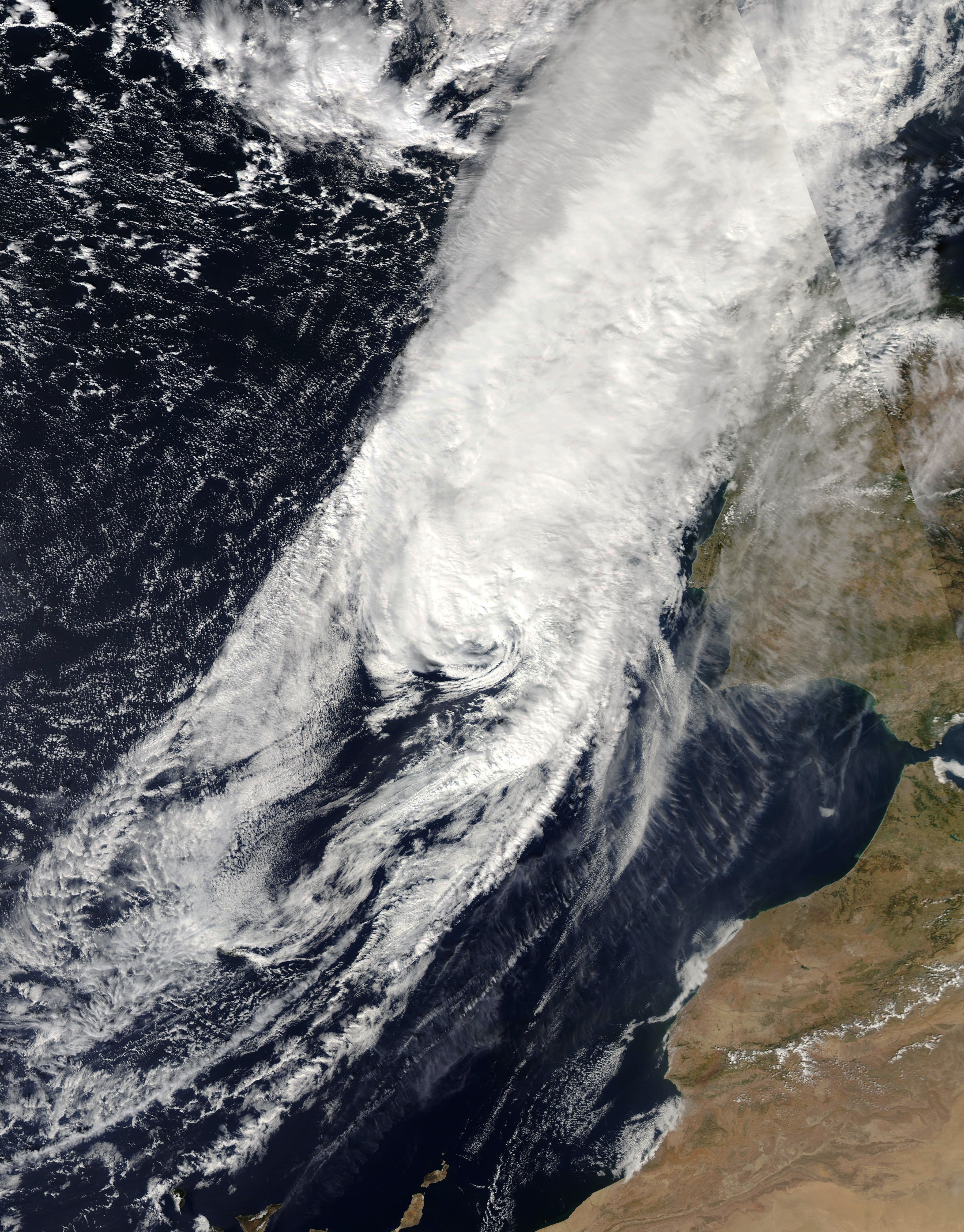
10月13日飓风莱斯利逼近伊比利亚半岛

UTC10月11日21点，马德拉群岛收到热带风暴观察预警，次日三点升级热带风暴警告。飓风逼近导致180多场体育比赛取消。10月12日众多航班取消，次日全部停飞。丰沙尔所有澡堂和公园关闭，开往圣港岛的轮渡推迟，当局下令渔民上岸。鉴于莱斯利可能带来恶劣天气，葡萄牙至少13个区10月13至14日进入红色警戒。葡萄牙当局向马德拉群岛和亚速尔群岛发警报。里斯本国际博览会的20世纪90年代主题聚会因风暴逼近延期一周，当局要求渔船返回港口，冲浪爱好者上岸。10月13日气旋逼近葡萄牙，帕雷迪至卡尔卡维罗地区海滨街道封闭，塔霍河位于特拉法里亚、布兰登港、贝伦之间河道禁止通航。该国九座港口关闭对海交通，里斯本与丰沙尔至少29架航班取消，波爾圖12架。里斯本众多演出与活动取消或改期，其中包括里斯本马拉松。
西班牙25个省风暴期间宣告黄色预警，巴塞罗那省、卡斯特利翁省、韋斯卡省、莱里达省、納瓦拉、塔拉戈纳省、特魯埃爾省、薩拉戈薩省、赫羅納省、巴利阿里群島进入橙色预警。塞维利亚为防万一10月13日关闭所有公园，次日大多恢复开放，仅需维修的王子公园继续封闭。
法国奥德省、埃罗省、东比利牛斯省、塔恩省、上加龙省、阿韦龙省进入橙色预警，应对莱斯利逼近可能产生的狂风暴雨。

## 影响
怡安集团2018年11月估算莱斯利造成的经济损失超4.24亿欧元（五亿美元）。

### 葡萄牙

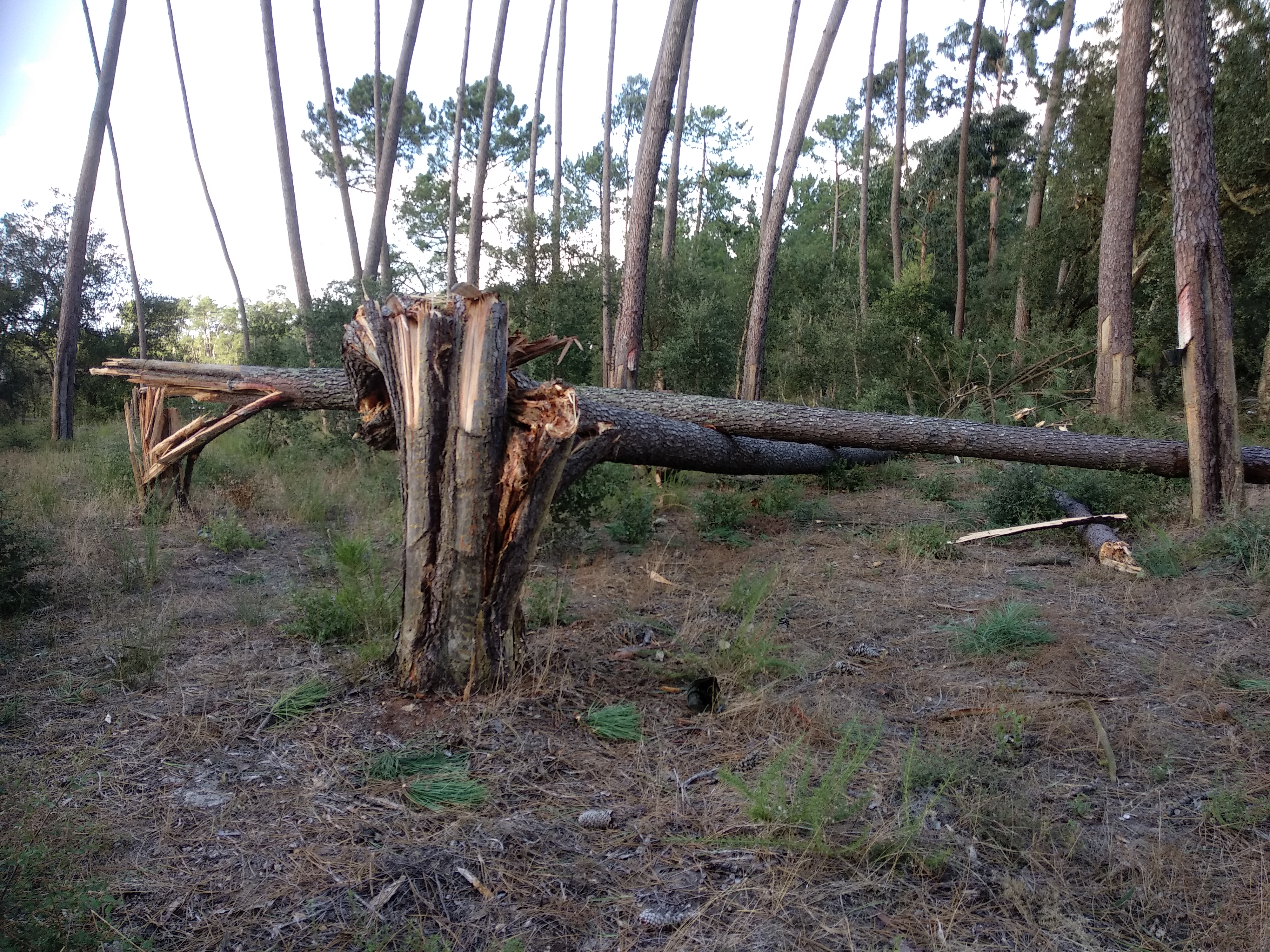
莱斯利在葡萄牙刮倒树木

莱斯利是1842年后对葡萄牙破坏最严重的气旋，逼近该国海岸之际产生时速190公里的强烈阵风。刺狀急流也是阵风如此猛烈的重要原因。莱斯利是1842年后第二个登陆伊比利亚半岛的热带气旋，第一个是2005年登陆西班牙南部的飓风文斯。沿海三地浮标记录波濤高度：UTC10月14日零点法鲁近海测得4.22米巨浪；UTC八点左右最高达8.96米和8.6米的狂浪分别冲击莱索斯港与锡尼什。
狂风刮倒该国各类建筑至少441幢，成千上万的树木倒塌，其中包括葡萄牙非常罕见、已有150年树龄的柱状南洋杉。3.9万用户电话、互联网、电视中断，近五百雇员修复150根天线恢复传输。风暴导致32.4万户停电，数十人冻伤。至少61人因房屋受损离开家园，其中科英布拉57人，維塞烏三人，萊里亞一人。
气旋重创葡萄牙林业，3500公顷森林至少遭受1270万欧元（1540万美元）经济损失。菲蓋拉-達福什至莱里亚约20到25万株松树苗毁于一旦，树脂产量大减。莱里亚、科英布拉、阿威罗、维塞乌的农业损失共计约2980万欧元（3620万美元），农作物年产量损失约1050万欧元（1240万美元），全国受损车辆破千。风暴对葡萄牙造成的损失总额估计在1.2亿欧元（1.45亿美元），其中半数源自保险索赔。

#### 科英布拉区

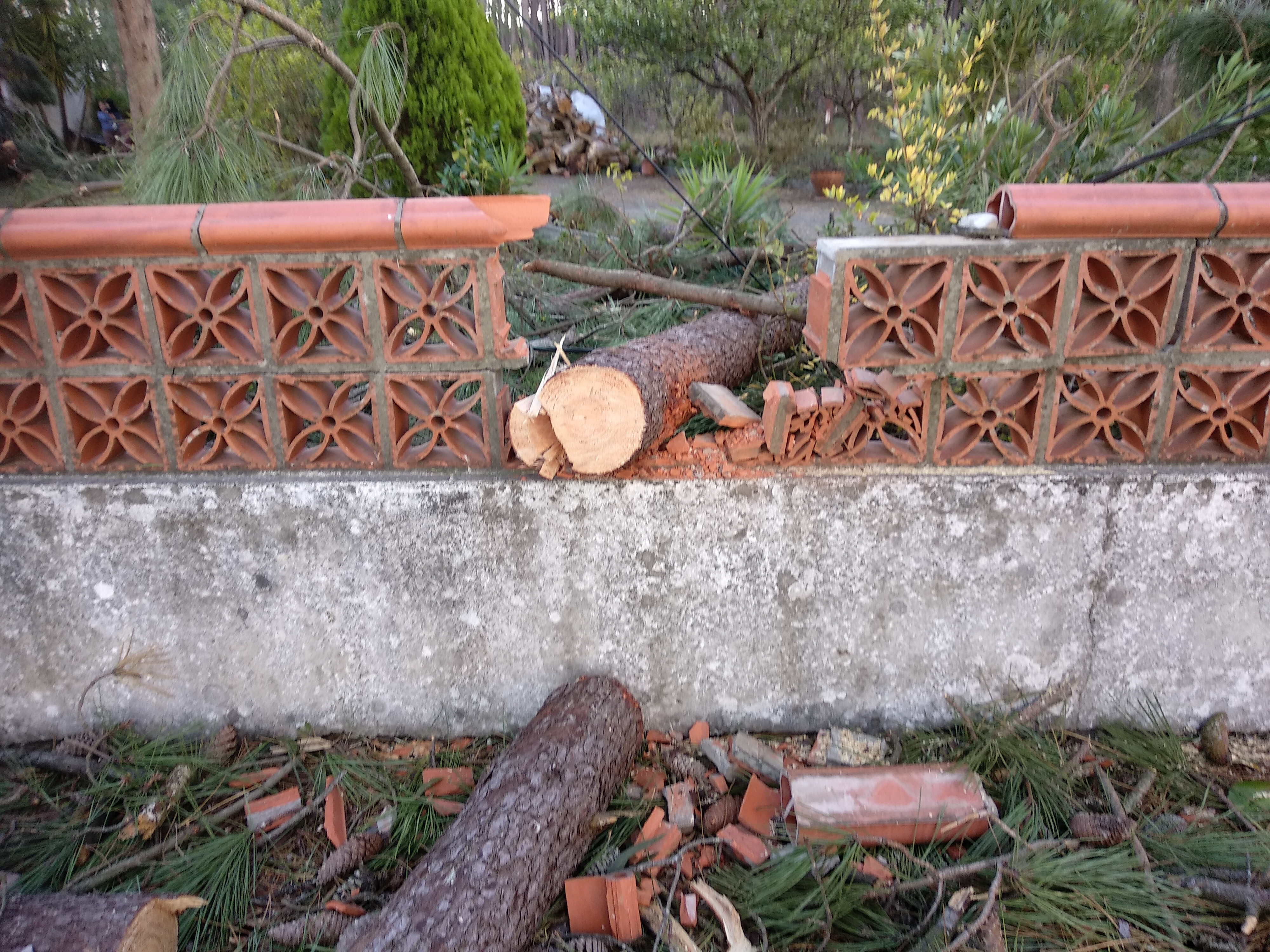
树木倒塌砸破墙壁

莱斯利在里斯本以北约两百公里的菲蓋拉-達福什附近登陆，首都当局要求全体市民留在室内，约八百人在菲盖拉-达福什的音乐厅避难。时速176公里的猛烈阵风刮倒树林与交通标志，其中树木倒塌引发许多交通事故。菲盖拉-达福什倒塌的建筑砸破六辆汽车，倒塌树木又砸烂五辆，众多民宅失去屋顶。菲盖拉-达福什区医院与三所学校受损。海岸线附近汽车彻底粉碎，餐饮夷为平地。狂风掀落屋顶并刮过海濱大道。莱罗萨的高压电线杆倒塌并砸中屋顶，屋顶随后坍塌。风暴把莱罗萨海滩的冲浪指导中心刮到其他地产位置，强风卷起拖车并砸在另一辆拖车上。。公园内至少80辆拖车被毁或受损，成百上千的住宅、企业、渔业码头受到破坏。菲盖拉-达福什灾情最重，经济损失3800万欧元（4620万美元）。
博阿维亚任山附近至少倒塌3500棵树，森林核心部分历经1993、2005年两次山火和2013年的大型暴风雨不倒，但基本被来势汹汹的莱斯利摧毁，倒塌的树木砸破公园混凝土野餐桌。四户别墅屋顶受损，另有一户的阳台遮挡和玻璃破碎。卡萨公园酒店屋顶损伤，六间更衣室内部和房顶受损，洗碗台被毁。。乔帕尔国家森林近四成树木倒塌或损伤。
索雷的经济损失至少一百万欧元（120.8万美元），单体育基础设施就占约六成（72.5万美元），当地学校因破损或停电封闭。八个堂区约九成民居受损。风暴刮倒树木，许多街道瓷砖受损。锡蒙伊斯村的亭阁失去屋顶，索雷市政当局向各城镇分配发电机。米拉多地停水断电，外界联络中断一周，风暴破坏至少五千民房，受损的还有设备和温室。米拉医院与消防站风暴期间停电，10月14日才恢复。水电断供导致该市八所学校停课。舊蒙特莫爾马术中心几乎完全摧毁，当地疗养院和亭阁失去屋顶，还有亭阁因支撑受损不能沿用。新孔代沙泳池受到破坏，三户居民流离失所。
电力设施受损，负责供电的葡萄牙能源集团宣布在科英布拉区进入紧急状态。众多高压电线杆倒塌或折弯，受损变压器至少四千。科英布拉大學许多建筑的天花板受到破坏，体育馆和植物园同样受损，广播塔倒塌。风暴刮倒的树木阻塞十余条街道，科拉布拉许多街道的电车牵引力严重不足，对电车服务影响很大。城内各地脚手架和标志受损，一号国道梅阿利亞達至科英布拉路段有两处因树木倒塌封闭。学校因供电太阳能板受损停课一天，圣所、小教堂和七间温室的屋顶损伤，另有运动场和十余户民宅遭受破坏。

#### 莱里亚区

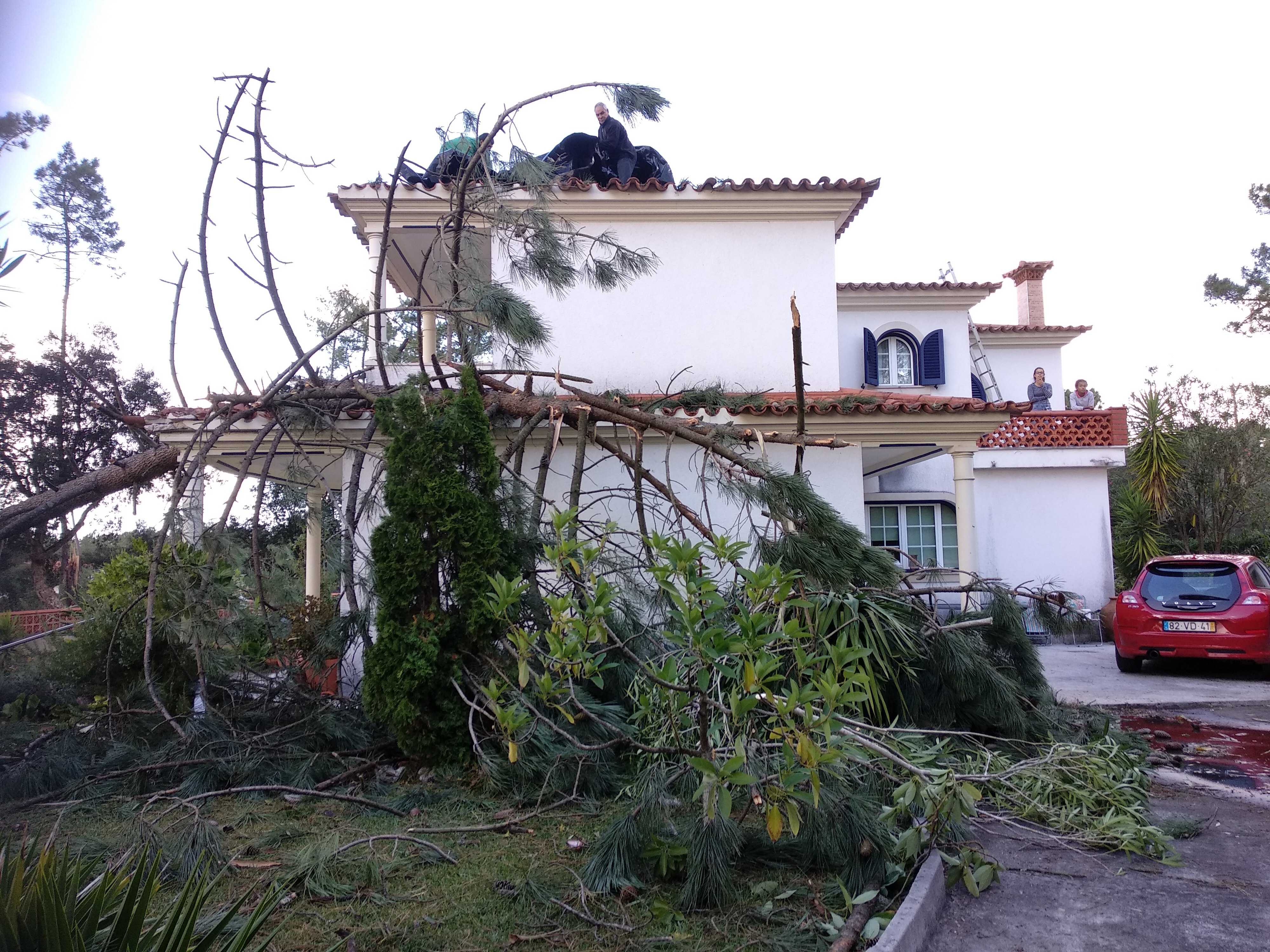
树木倒塌砸中房屋

74人在布萨库国家森林遇困数天无法同外界联络，其中布萨库宫酒店60人，其他房屋14人。气旋刮倒大馬里尼亞建筑大门砸伤男子。风暴摧毁灯塔，酒店窗户破损，阳台被毁，游泳池和水上乐园遭受破坏，城内近百户民宅受损。狂风掀开海警驻点的屋顶，许多墙壁被毁，佩德罗冈海滩的餐馆毁于一旦。狂风刮跑维埃拉海滩的帐篷，促使60人转移。莱里亚区的损失总额估计为五百万欧元（610万美元），阿爾科巴薩约50名露营者疏散。连接莱里亚和阿威罗的A17公路因树木倒塌封闭，另有餐馆煤气泄露。
蓬巴尔四个堂区缺水断电、通讯中断，学校因缺电停课。卢里萨勒堂区多地树木倒塌，电线掉落。

#### 阿威罗区与波尔图区
梅阿利亞達举办的欧洲女子轮滑曲棍球锦标赛在即将结束之际因场馆屋顶受损、玻璃破碎，赛场上到处都是碎片被迫中止。球员躲进更衣室。该市造船厂和亭阁受损，阿拉梅达某自助餐厅遭受破坏。
波爾圖區特罗法街道路灯倒塌后停电。风暴期间里斯本两座地铁站和众多亭阁充当无家可归人士避难所。瓦隆古高压电线杆倒塌，约30户市民家中停电。“梅斯特拉·席尔瓦号”风暴期间在埃斯莫里斯近海沉没，导致一人死亡，三人失踪，船长获救后入院治疗。

#### 其他地区
莱斯利在马德拉群岛产生时速100至120公里阵风。狂风导致埃武拉问候修道院的地下墓室部分坍塌，仁慈修道院附近已有三百年历史的白蜡树受损。里斯本部分建筑的脚手架倒地，阿米埃罗一人死于树木倒塌。维塞乌至少70棵树倒地，73幢建筑受损。莱斯利登陆期间产生巨浪，大量泥沙在阿尔布费拉泻湖入口沉积。风暴过后水流速度大幅减缓并持续数周，泻湖入口11月9日完全封闭。

### 西班牙
莱斯利在西班牙安達盧西亞、加泰罗尼亚、卡斯蒂利亚-拉曼恰、巴利阿里群島、巴伦西亚降下暴雨并引发洪灾，造成该国至少17人受伤。暴雨令希欧河在加泰罗尼亚境内泛滥成灾，当地至少发生45起山体滑坡，全自治区上千人拨打应急电话，约247名消防员出动。卡斯蒂利亚-莱昂风速每小时100公里，数十处地点的树木或树枝掉落路面。加泰罗尼亚小火车R1、R2、R11线因树木倒塌停运，C17公路巴塞罗那路段等五条公路因相同原因封闭。赫罗纳与巴塞罗那共1.4万户断电，洪水令12条公路无法通行，进而导致六个市镇暂停学校交通服务。风暴刮落巴塞罗纳滨海马尔格拉特某加油站屋顶，托尔托萨建筑倒塌，周边房屋共六人被迫转移。蒙特塞尼雨量超200毫米，比拉德劳209.3毫米。狂风在圣安吉刮倒墙壁，导致道路封闭。阿尔布琼公路卡塔赫纳路段因气旋来袭封闭。洛斯托雷罗斯大道树木倒塌，货摊屋顶被掀，市集随即取消。托莱多主教座堂檐口受损，掉落部分约20公斤。洪水淹没穆尔西亚贝尼亚扬一条隧道，困住一辆汽车。
风暴掀翻略夫雷加特河畔埃尔普拉特许多小赛艇，阿爾梅里亞省帕洛马雷斯两艘小赛艇桅杆折断，另一艘折弯。圣萨尔瓦多海滩基本被气旋卷来的植物碎屑等垃圾覆盖。风暴期间，阿尔及利亚基洛级潜艇与随艇拖船“穆西夫号”在西班牙阿雷斯入海口抛锚。
萨莫拉电缆断裂引发沟渠火灾，390户居民断电。索里亚倾覆的起重机砸中建筑。

### 法国
莱斯利与其他天气系统共同影响，在奥德省引发1891年后最严重的洪灾，该省进入红色警戒。特雷布12小时降下295毫米雨量，珀藏斯近千人在水坝溢流后撤离。维勒登村房屋与街道被淹，洪水卷走车辆，该村和康克斯－苏奥比尔村的洪水都有一楼窗户高。奥德河水位过七米，特雷布7.6米。奥德河位于皮谢里克河段水位打破1871年10月的历史纪录，维勒加扬克民居内水深超一米，另有桥梁坍塌。埃罗省降雨量至少210毫米，两千人家中停电，奥德省约六千。警方呼吁奥德省居民不要出门，远离水淹道路。
面对7.6米狂浪和时速111公里强烈阵风，塞特封闭勒克莱尔海滨大道。奥德省共15人死于洪灾，其中特雷布六人，维勒加扬克三人，维拉利耶两人，维勒登、卡尔卡松、圣库阿多德各一人，全省至少75人受伤。洪灾中断贝济耶至纳博讷沿线火车运输，卡尔卡松其他道路同样受影响。卡尔卡松树木倒塌，阻塞许多道路，汽车被毁或由洪水卷走，该市各学府10月15至16日停课。卡尔卡松周边村庄爆发山洪，掀翻车辆、破坏道路、冲毁房屋。高卢发生多起海龍捲風，全国至少七百市镇遭受洪水破坏，估计损失总额2.2亿欧元（2.54亿美元）。

### 其他地区
“阿尔塔号”货轮发生机械故障无法修复，船员与美国海岸警卫队打算拖船，但因莱斯利逼近决定弃船。2020年2月16日，“阿尔塔号”在爱尔兰搁浅。
气旋引发巨浪，法国气象局10月3日向馬提尼克发布黄色预警。当地以馬提尼克海峽海浪最高，达2.5米。
九月末至十月初，莱斯利在美国东岸产生大浪，部分地点涌浪创下多年新高。外灘群島的热带涌浪持续时间为20年最高，海浪至少有胸口高。9月26至28日莱斯利尚处温带气旋阶段但网速达飓风水平，引发的海浪最高。9月29至30日，莱斯利与低气压天气系统共同阻挡低压槽东进，导致纽芬兰岛费里兰大雾持续32小时。

## 善后

### 葡萄牙
菲盖拉-达福什集市因屋顶受损封闭，当地渔民损失70万欧元（85.3万美元）。风暴过后当局马上开始清理树木，动员约150辆卡车。自然与森林保护研究所估计清理工作至少需要半年。经风暴与山火严重摧残，莱里亚海岸沿线松林约八成树木死亡，要想加快森林恢复还需持续种植多年。当局提供1800万欧元计划改善道路。布萨库国家森林的死树砍伐和清理工作获22万欧元（26.8万美元）捐款资助，另有款项用于新栽3.5万棵树。布萨库宫酒店附近因飓风受损的地点植树百棵纪念纳尔逊·曼德拉。仁慈修道院附近颇得公众关注的三百年白蜡树在2019年11月14日砍倒。
科英布拉大学艺术学院大楼因莱斯利受损，风暴过去数月后不满的学生发起抗议。气旋摧毁塞纳切比萨亚·巴雷托机场的风向袋，机场后因各种问题从2019年5月30日起封闭至6月7日。当局动员近万人处理米拉的倒塌树木与山体滑坡，市镇当局努力清理倒塌树木，修复破损墙壁和标志。旧蒙特莫尔、菲盖拉-达福什、新孔代沙、索雷、科英布拉、米拉启动市政应急预案协助清理与救灾。科英布拉区启动区级应急预案。蓬巴尔政府官员拿出50台发电机恢复生活和小企业用电，葡萄牙政府预计林业需要3600万欧元（4380万美元）援助。风暴过境后沙丁鱼产量减少，菲盖拉-达福什附近渔业2020年一直没有放开手脚生产。葡萄牙政府同意承担旧蒙特莫尔马术中心七成重建费用，但风暴过去两年后仍未落实。
葡萄牙政府2018年11月27日否决为风暴灾民提供救灾资金的提案，但2019年又向24个市镇提供140万欧元（170万美元），据称最高将提供830万欧元（1010万美元）。2020年该国政府再落实360万欧元（430万美元），议会拨款两千万欧元（2430万美元）援助农业。葡萄牙政府设立1500万欧元（1770万美元）救灾基金，援助建筑、设备、牲畜、永久作物受损的农民。至少七家公司获总额39.1万欧元（47.8万美元）财政援助。许多社会组织因风暴蒙受重大财政损失，但两年后仍未收到葡萄牙政府的救济金，外界为此批评立法机构行动缓慢。科英布拉市议会2020年6月30日批准塞拉斯综合体育中心与另一幢大楼的修复计划，两者均受莱斯利重创。体育馆很快开始维修，但风暴过去后的封闭时间仍接近一年。
葡萄牙农村发展计划2021年提供9.8万欧元（12万美元）用于修整乔帕尔国家森林，至少需要新栽五千棵树，七百棵受损树木需砍伐或修剪。莱里亚国家森林大多毁于2017年山火和2018年飓风莱斯利，当局为恢复计划拨款500万欧元（610万美元）协助救灾，计划至少栽树230棵。科爾武河畔米蘭達市议会拨款74850欧元（91400美元）重建毁于一旦的塞拉爵士亭阁，还拿出34085欧元（41600美元）协助修复钢铁谷休闲、文化、体育协会总部。

### 法国
奥德省灾民风暴过后前往避难所或在邻居家借宿，许多学校停课。救援机构联合约七百消防员和160名警察投身清理与救援。七架直升机和一架飞机在该省用于搜救，当局应对至少250起紧急情况。法国保险联合会记录3.5万起莱斯利引发洪灾的损失索赔，其中奥德省独占2.7万起，共向索赔人预付1700万欧元（两千万美元）。